# Žalkovice
Žalkovice (deutsch Zialkowitz, 1939–1945 Schalkowitz) ist eine Gemeinde in Tschechien. Sie liegt neun Kilometer nördlich von Kroměříž und gehört zum Okres Kroměříž.

## Geographie
Žalkovice befindet sich am linken Ufer des Flusses Moštěnka in der Obermährischen Senke (Hornomoravský úval). Südlich des Dorfes fließt der Bach Rumza. Anderthalb Kilometer östlich führt die Bahnstrecke Přerov – Břeclav vorbei, dahinter verläuft die Autobahn D 1.
Nachbarorte sind Záhatí, Lověšice und Horní Moštěnice im Norden, Říkovice und Stará Ves im Nordosten, Kostelec u Holešova und Němčice im Osten, Rymice und Pravčice im Südosten, Břest und Skaštice im Süden, Plešovec, Hrad und Chropyně im Südwesten, Kyselovice im  Westen sowie Polňák, Kanovsko und Vlkoš im Nordwesten.

## Geschichte
Die erste schriftliche Erwähnung von Schucowicz erfolgte im Jahre 1221, als Markgraf Vladislav Heinrich das zur landesherrlichen Burg Přerov gehörige Dorf dem Kloster Velehrad schenkte. Im Jahre 1248 wurde der Ort als Svcowiz bzw. Sucowiz bezeichnet, 1253 als Sukowitz und 1265 als Zucowiz. Das Zisterzienserkloster verkaufte die Dörfer Žalkovice, Břest und Plešovec 1397 für 450 Scherf an Lacek von Krawarn auf Helfenstein. Zu den weiteren Besitzern gehörte um 1500 Jan Kuna von Kunstadt. Im folgte sein Sohn Wilhelm Kuna, der das Dorf 1530 an Wenzel von Ludanitz überließ. Dieser schloss Žalkovice an seine Herrschaft Chropyně an. Weitere Namensformen waren Zaukowicz (1506), Zukowicz (1513), Zuokowicz (1516), Zulkowicze (1523), Zalkowicz (1526), Zialkowicz (1580) und Zialkowicze (1590). Im Jahre 1615 kaufte Kardinal Franz Seraph von Dietrichstein die Herrschaft und tauschte sie mit dem Bistum Olmütz gegen die Herrschaft Žďár. Zu dieser Zeit bestand das Dorf aus 50 Wirtschaften, darunter 13 Halbhüfnerstellen. Während des Dreißigjährigen Krieges verödete das Dorf. 1667 lagen von den 44 Anwesen noch neun wüst. Im Jahre 1750 bestand Zialkowicz aus 30 Halbhüfnern, 20 Podsedeken und 24 Chalupnern. Die Bewohner lebten vornehmlich von der Landwirtschaft, zudem gab es acht Weber, drei Schuster, einen Schmied und einen Metzger. 1830 entstand in Zialkowicz eine der ersten Gemeindebüchereien in Mähren. Bis zur Mitte des 19. Jahrhunderts blieb das Dorf der bischöflichen Herrschaft Chropyně untertänig.
Nach der Aufhebung der Patrimonialherrschaften bildete Žálkowice / Zialkowitz ab 1850 eine Gemeinde in der Bezirkshauptmannschaft Kremsier. Der heutige Ortsname Žalkovice wird seit 1872 verwendet. Zwischen 1902 und 1903 wurde die Moštěnka reguliert. Im Jahre 1910 trat der Fluss erneut über die Ufer und überschwemmte das Dorf. Zu dieser Zeit bestand Žalkovice aus 110 Häusern und hatte etwa 700 Einwohner. Ethnographisch gehört das Dorf zur Hanna.

## Gemeindegliederung
Für die Gemeinde Žalkovice sind keine Ortsteile ausgewiesen.

## Sehenswürdigkeiten
- Pfarrkirche St. Nikolaus, sie entstand im 14. Jahrhundert
- Kreuz an der Kirche

## Söhne und Töchter der Gemeinde
- Jan Ohéral (1810–1868), Schriftsteller und Journalist
- Josef Sumec (1867–1934), Elektrotechniker und Professor an der Technischen Hochschule Brünn